# Uriminzokkiri
Uriminzokkiri (en hangul, 우리 민족끼리; literalmente, «Entre nuestra raza [coreana]») es un sitio web que ofrece noticias de la Agencia Telegráfica Central de Corea. El sitio también distribuye información a través de Twitter, YouTube y Flickr.
Este sitio web esta bloqueado en Corea del Sur. 